# Kistamási
Kistamási es un pueblo ubicado en el distrito de Szigetvár, en el condado de Baranya, Hungría.

## Superficie
Posee una superficie de 4,380 kilómetros cuadrados.

## Demografía
Hasta 2019 la población era de 93 habitantes, con una densidad de población de 21,23 hab/km2.